# 瀬尾達也
瀬尾 達也（せのお たつや、1960年3月13日 - ）は、徳島県出身の元競艇選手。
登録番号2942。身長161cm。血液型A型。46期。徳島支部所属。同期に鈴木弓子らがいる。

## 来歴
- 1980年5月デビュー。
- 2007年4月28日下関競艇場第12レースで通算1500勝達成。
- 2015年2月26日ボートレース宮島での一般戦・第4レースで勝利し、通算2,000勝を達成[3]。
- 2019年4月14日、地元鳴門競艇場での一般開催で予選を5戦5勝で優出[4]。本番では1号艇で得意のイン速攻(ST06)を決め、59歳1か月という史上最年長でのパーフェクト優勝となった[5]。
- 2020年3月13日、60歳の誕生日を機に現役を引退。

## 人物
- 現役時代は「走る大時計」「スタート日本一」の異名を持ち、艇界きってのスタート巧者であった。そのスタート力で通算11回のG1優勝を挙げている。特に、地元の鳴門競艇場を得意としており、11回のG1優勝のうち5回が鳴門競艇場で挙げたものである。
- 東スポのコラム（鳴門で行われた名人戦）では、本人はドラマや映画が大の苦手である事や、甘党である事を述べており、レースが終わったら甘いものを食すと言う。